# Aloe argenticauda
Aloe argenticauda (укр. Алое аргентікауда, Алое сріблясте)  — сукулентна рослина роду алое.

## Етимологія
Видова назва походить через плодоніжку, що вкрита великими сріблястими приквітками — з лат. argenteus — сріблястий, лат. cauda — хвіст.

## Морфологічні ознаки
Великиа чагарникова рослина, має численні дрібні коричневі шипи. Відмінною особливістю цього виду є їх вигнуті вгору листя. Aloe argenticauda схоже на Aloe asperifolia, Aloe claviflora і Aloe pachygaster. Але воно набагато вище, ніж інші згадані рослини.
Aloe agenticauda може рости, як одиночними рослинами, так і в кластерах. Суцвіття досягає до 1 м заввишки. Час цвітіння — з кінця серпня по кінець вересня і цей вид, як відомо, здатен витримувати мороз і холод.

## Місця зростання
Алое argenticauda є ендемічним в Намібії. Цей вид виявлений тільки в семи районах, але може бути поширенішим, ніж це відомо в даний час.
Алое argenticauda часто зустрічається на виходах чорного вапняку на висоті 1000–1300 м над рівнем моря.

## Умови зростання
Посухостійка рослина. Надає перевагу сонячному місцю, або злега притіненому. Мінімальна температура — + 10 °C.

## Охорона
Aloe argenticauda входить до Червоного Списку Міжнародного Союзу Охорони Природи видів з найменшим ризиком (LC).
Чисельність рослин точно не відома, але за оцінками, менше, ніж 10 000. Чисельність, як вважають, є стабільною в даний час.